# Ажинияз Косыбай улы
Ажинияз Косыбай улы (каракалп. Ájiniyaz Qosıbay ulı / Әжинияз Қосыбай улы, узб. Ajiniyoz Qoʻsiboy oʻgʻli / Ажиниёз Қўсибой ўғли, псевдоним Зийвар (каракалп. Ziywar / Зийўар); 1824—1878) — каракалпакский поэт, один из виднейших представителей каракалпакской литературы, бахши.

## Биография
Родился в ауле Камыс богет, располагавшемся на южном побережье Аральского моря, на территории нынешнего Муйнакского района (Республика Каракалпакстан, Узбекистан).. Происходит из племени Ашамайлы — Саху, мать Кият-балгалы.  Учился в медресе Ширгази-хана и Кутлуг Мурад инака в городе Хива. Владел казахским, арабским, персидским, чагатайским (древнеузбекским), туркменским языками. Ажинияз Косыбай улы писал философскую лирику на каракалпакском языке. Основная тематика — социальная несправедливость, жажда лучшей жизни для народа. В поэме «Бозатау» описал восстание каракалпаков против Хивинского ханства (1858—1859).

## Произведения
Поэмы
1. «Bozataw»

Айтыс (импровизированное состязание)
1. «Ájiniyaz benen qız aytısı»
2. «Ájiniyaz benen qız Meńeshtiń aytısı»